# Wu-Tang Clan: Of Mics and Men
Wu-Tang Clan: Of Mics and Men – czteroodcinkowy serial dokumentalny stworzony przez Sacha'e Jenkinsa, którego premiera miała miejsce 10 maja 2019 na platformie Showtime. Dokument przedstawia historię nowojorskiej grupy hip-hopowej Wu-Tang Clan od początku jej istnienia do czasów obecnych.
W czterech sześćdziesięciominutowych odcinkach wszyscy żyjący członkowie grupy opowiadają o powstaniu grupy. W serialu pojawia się również nagrania zmarłego w 2004 roku Ol’ Dirty Bastarda. Wielu ludzi związanych przez lata z grupą również udziela wywiadu i opowiada własne historie.
17 maja 2019 roku, Wu-Tang Clan wydał minialbum, który jest jednocześnie ścieżką dźwiękową do dokumentu. Początkowo album został wydany na platformie Spotify.

## Wu-Tang: Of Mics and MenEP
Tydzień po premierze dokumentu 36 Chambers Records, razem z Mass Appeal, wydało minialbum zatytułowany Wu-Tang: Of Mics and Men. Na albumie udziela się kilku członków Wu-Tang Clanu w tym RZA, Ghostface Killah, Cappadonna, Raekwon i Masta Killa. Trzy z siedmiu utworów to skity zawierające fragmenty wywiadów z Nasem, GZA'ą, Masta Killą i Cheo Hodari Cokerem.
Lista według Discogs:
| Nr | Tytuł utworu                                                | Producent     | Długość |
| -- | ----------------------------------------------------------- | ------------- | ------- |
| 1. | „On That Shit Again” (RZA i Ghostface Killah)               | DJ Scratch    | 3:20    |
| 2. | „Seen a Lot of Things” (Ghostface Killah, Raekwon i Harley) | Core          | 3:11    |
| 3. | „Project Kids (Skit)” (Nas)                                 | RZA           | 1:57    |
| 4. | „Do the Same As My Brother Do” (RZA)                        | RZA           | 3:25    |
| 5. | „Yo, Is You Cheo? (Skit)” (Cheo Hodari Coker)               | RZA           | 1:40    |
| 6. | „Of Mics and Men” (RZA, Cappadonna i Masta Killa)           | VitalSignzEnt | 3:18    |
| 7. | „One Rhyme (Skit)” (GZA i Masta Killa)                      | RZA           |         |
|    |                                                             |               | 16:51   |